# Det var en yndig tid
"Det var en yndig tid" (em português: "Foram tempos maravilhosos") foi a canção que representou a Dinamarca no Festival Eurovisão da Canção 1960 que teve lugar em Londres, a 25 de março desse ano.
A referida canção foi interpretada em dinamarquês por was Katy Bødtger. Na noite do festival, foi a quarta a ser cantada, a seguir à canção do Luxemburgo "So laang we's du do bast", cantada por Camillo Felgen e antes da canção da Bélgica "Mon amour pour toi", interpretada por Fud Leclerc. Terminou a competição em 10.º lugar (entre 13 participantes), tendo recebido um total de 4 pontos. No ano seguinte, em 1961, a Dinamarca foi representada por Dario Campeotto que interpretaria "Angelique".

## Autores
- Letrista: Sven Buemann
- Compositor:Vilfred Kjær
- Orquestrador:Kai Mortensen

## Letra
A canção aborda os "bons tempos", descrevendo-os como um momento em cortejo era muito mais simples. É feita a descrição da vida "na velha cidade do rei", que nunca é referida, mas pode ter sido de Copenhaga, tendo em conta a proveniência da canção.